# Ajust de l'edat
En epidemiologia i demografia, l'ajust de l'edat, també anomenada l'estandardització de l'edat, és una tècnica que s'utilitza per permetre comparar poblacions quan els seus perfils d'edat són molt diferents.

## Exemple
Per exemple, al període de 2004 a 2005, dues enquestes de salut d'Austràlia van investigar les taxes de problemes de salut del sistema circulatori (per exemple, les malalties del cor) a llarg termini en la població australiana en general, i específicament en la població indígena d'Austràlia. En cada categoria d'edat superior als 24 anys, els aborígens australians tenien taxes significativament més altes de malaltia circulatòria que la població general: 5% enfront de 2% en el grup d'edat de 25 a 34, 12% enfront del 4% en el grup d'edat de 35 a 44, 22% vs 14% en el grup d'edat de 45 a 54, i el 42% vs 33% en el grup d'edat de més de 55.
No obstant això, en general, aquestes enquestes s'estimava que el 12% de tots els australians indígenes tenia problemes circulatoris a llarg termini en comparació amb el 18% de la població australiana en general.
Per entendre aquesta aparent contradicció, s'ha de tenir en compte que la població indígena és relativament més jove (edat mitjana de 21 anys, en comparació amb els 37 per als no indígenes), a causa de taxes relativament altes de natalitat i mortalitat. A causa d'això, les xifres indígenes estan dominats pel els grups d'edat més joves, que tenen taxes més baixes de malalties de l'aparell circulatori; això amaga el fet que el risc en cada edat és superior a la dels seus parells no indígenes de la mateixa edat.